# Weesperpoort (brug)
De Weesperpoort, ook wel Weesperpoortbrug is een vaste brug (brug 263) in Amsterdam-Centrum.
De zeer brede verkeersbrug verbindt de Weesperstraat en Weesperplein met het Rhijnspoorplein en de kop van de Wibautstraat in de Stadsroute 112. Ze overspant de Singelgracht. Er ligt daar al eeuwenlang een brug, als toegang naar de stad voor mensen komende uit de richting Weesp. Het terrein rondom deze kruising is constant in ontwikkeling.

## 19e en 20e eeuw
In 1845 lag hier een brug die de verbinding verzorgde tussen de stad en het toen nieuwe treinstation Station Amsterdam Weesperpoort, dat net buiten de Singelgracht lag. In de jaren vijftig van de negentiende eeuw legde de stad een nieuwe brug neer. Het ontwerp daartoe kwam van de stadsarchitect Bastiaan de Greef. In de 20e eeuw moesten door nieuwe inzichten verdere aanpassingen gedaan woorden. De eerste aanpassing kwam in 1920. Er kwam een brug te liggen ontworpen door Jo van der Mey, met nog restanten van de brug van De Greef. Die brug had al tekenen van de Amsterdamse Schoolstijl, zoals uitkragende granieten pijlers. Die brug was nodig vanwege toenemende toe- en afvoer van het station, dat ten zuidoosten van de brug lag. In 1939 werd dat station gesloopt en verwacht werd dat het overige verkeer aanmerkelijk zou toenemen. Aan de Publieke Werken werd gevraagd om een nieuwe brug te ontwerpen. Piet Kramer was toen de bruggenman. Op verzoek werd een 34 meter brede brug gebouwd (er moest ook een tram overheen). Ook Kramer kwam met een brug in de stijl van de Amsterdamse School, maar voorzag die brug tevens van beeldhouwwerken, (voor zijn doen) sobere siersmeedijzeren balustrades en een terrasje aan de kant van de Mauritskade.
In 1967 en 1968 is de brug enige tijd uit dienst gehaald (afgebroken), waarbij ook tram 7 moest omrijden, vanwege de aanleg van een ongelijkvloerse kruising ter plaatse waarbij tevens de bouwkundige restanten van een vroegere draaischijf van het Weesperpoortstation werden verwijderd om plaats te maken voor een tunnelstuk dat al vast werd aangelegd voor de Oostlijn waarvan de echte bouw pas in 1970 begon. Op de grens van de jaren zestig en zeventig kwam de brug weer terug in een gewijzigde gedaante. De brug was (opnieuw) verbreed, beelden waren verplaatst en op de brug kwam ruimte voor een toe/uitgang voor het in 1977 te openen metrostation Weesperplein. Destijds werd ook de voetgangers/fietserstunnel brug 465 gebouwd. Eind 20e eeuw werd een noordwestelijk deel van het landhoofd afgebroken in verband met de bouw van Sarphatiplaza.

## Beeldhouwwerken
De beeldhouwwerken van Hildo Krop verwijzen naar de plaats waar de brug kwam te liggen. Er zijn beeltenissen van een poorter en een poortersvrouw (Weesperpoorters), een verwijzing naar de stadspoort Weesperpoort, gesloopt in 1855, maar wel naamgever van de brug. Een ander beeldhouwwerk, ontworpen door Kramer, maar uitgevoerd door Krop, refereert aan het spoorwegstation en de viering van 100 jaar spoor in Nederland. In één beeld zijn afgebeeld de stoomlocomotief De Arend, de eerste elektrische trein (in 1908 rijdend tussen Rotterdam en Den Haag,de Hofpleinlijn, de dienst verzorgd door de Zuid-Hollandsche Electrische Spoorweg-Maatschappij) en een dieseltreinstel uit het jaar 1934. Er was tevens srpake van een kleine vooruitblik. Er werd in abstracte vorm een jaartal uit graniet gehakt, dragende het jaar 1940. Echter de Tweede Wereldoorlog brak uit, zodat de aanleg van de brug werd opgeschoven naar 1941 met een voltooiing in 1942. Weer een ander kunstwerk laat de Andreaskruizen van de stad Amsterdam zien. Het de steen met het jaartal te vroeg, de andere kunstwerken werden pas in 1943 geplaatst wegens gebrek aan materiaal. Bij uitbreiding van de brug na het metrotijdperk kwam er het Standbeeld voor F.M. Wibaut van de hand van Han Wezelaar.

## Afbeeldingen

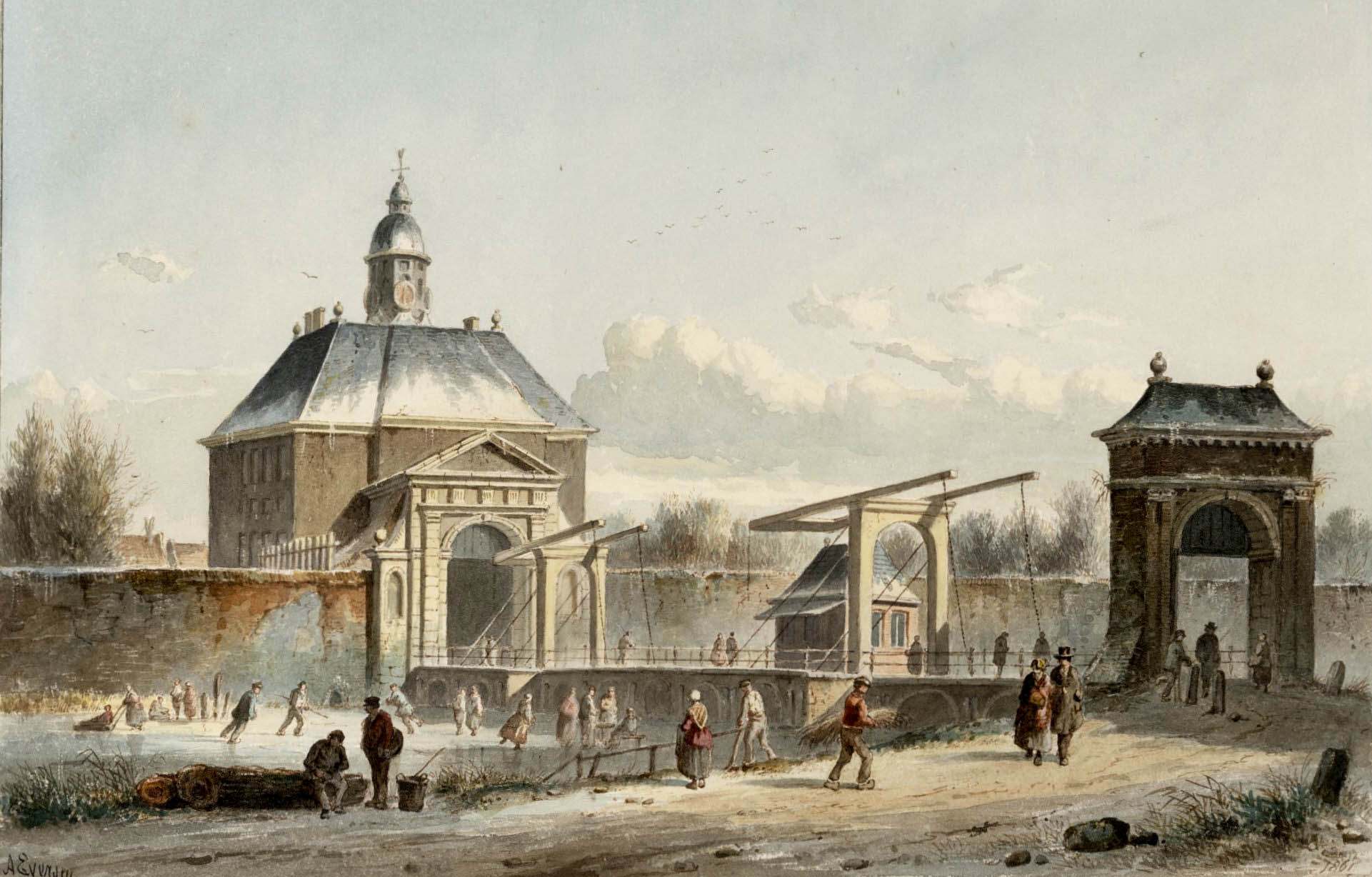
Weesperpoortbrug, toen een dubbele ophaalbrug, in 1867 geschilderd door Adrianus Eversen
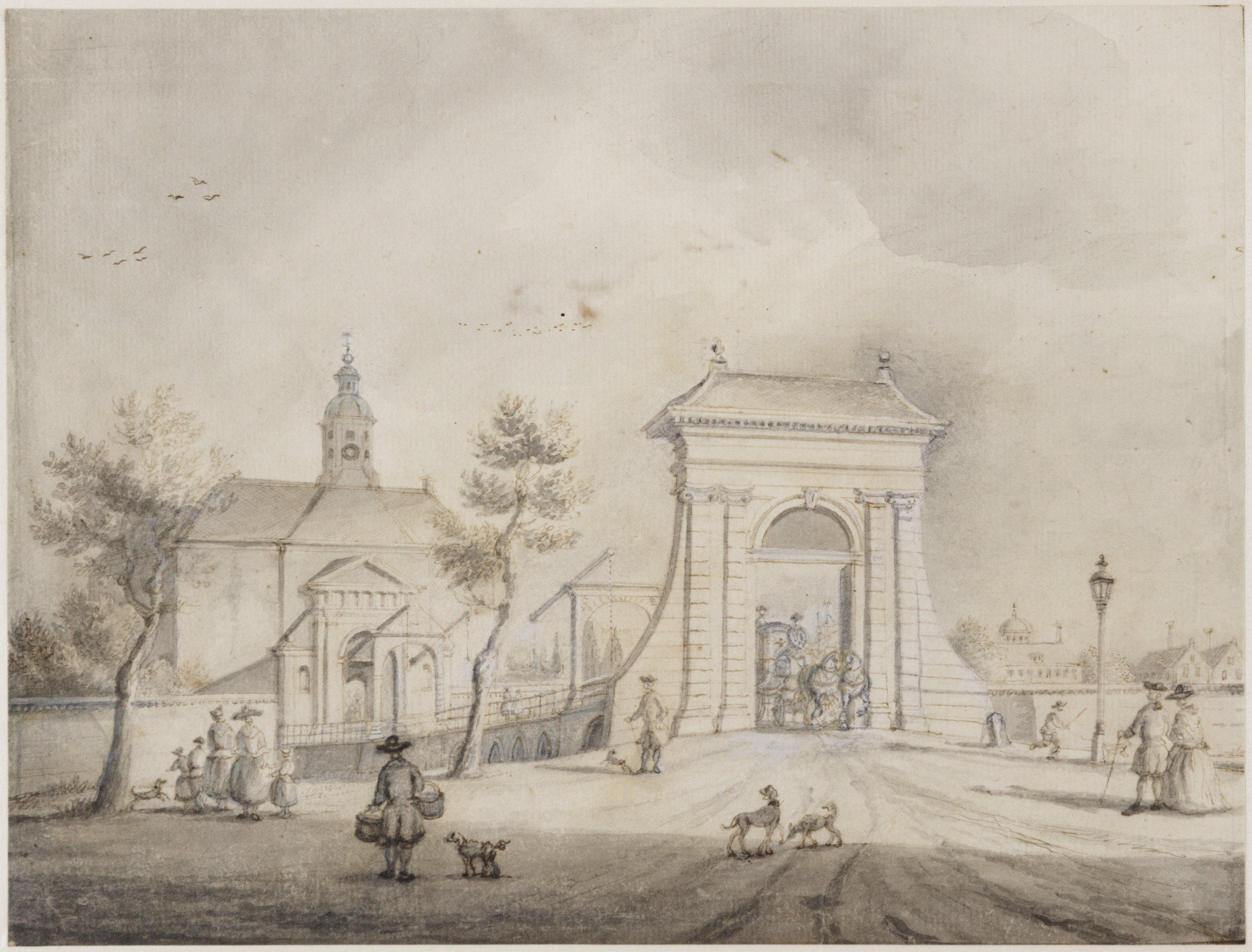
De Weesperpoort, gezien naar het noorden. In het verschiet rechts de lichtkoepel van de Portugees-Israëlietische Synagoge. Afbeelding van Jacob Elias la Fargue
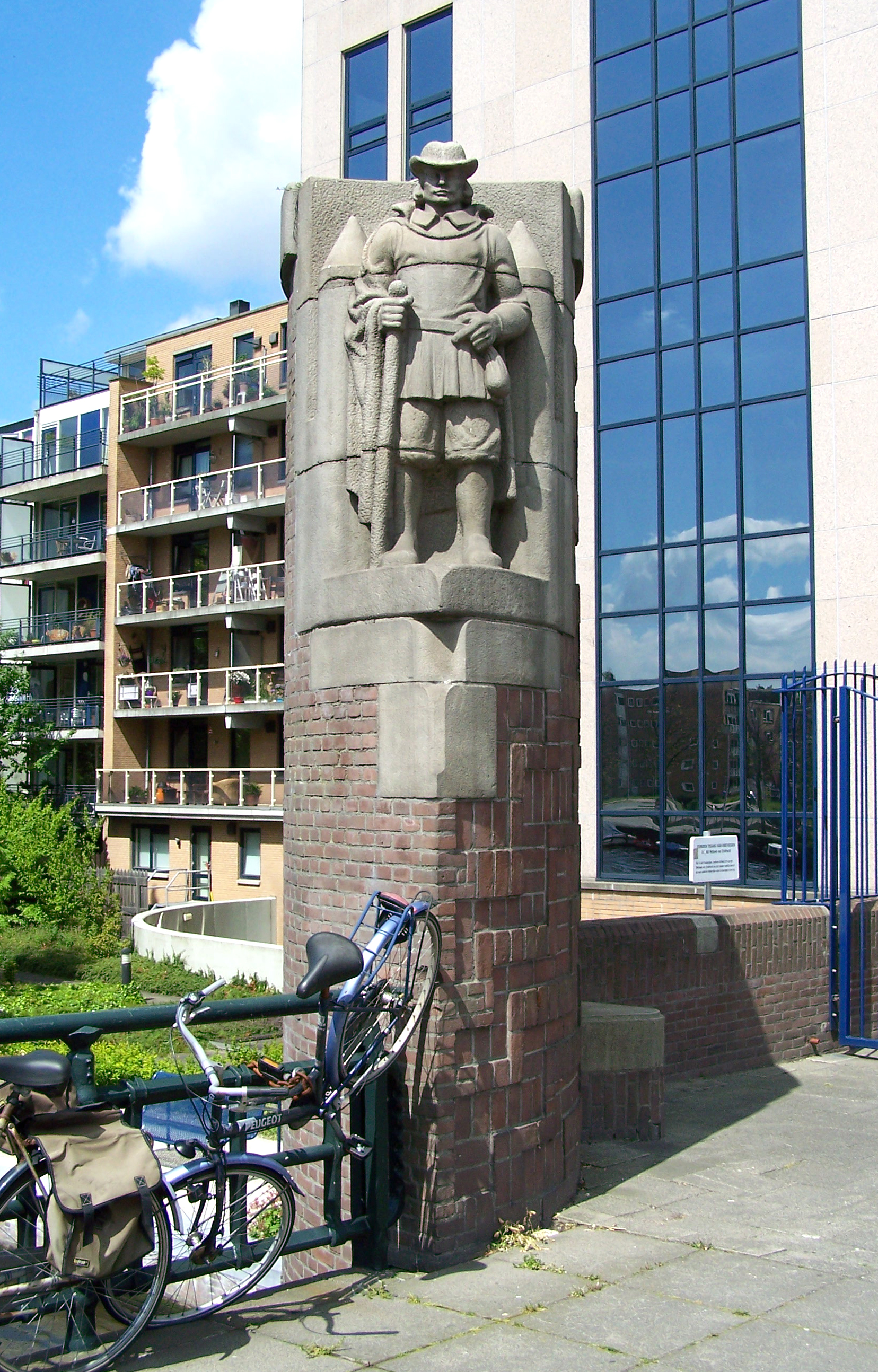
Poorter van Hildo Krop
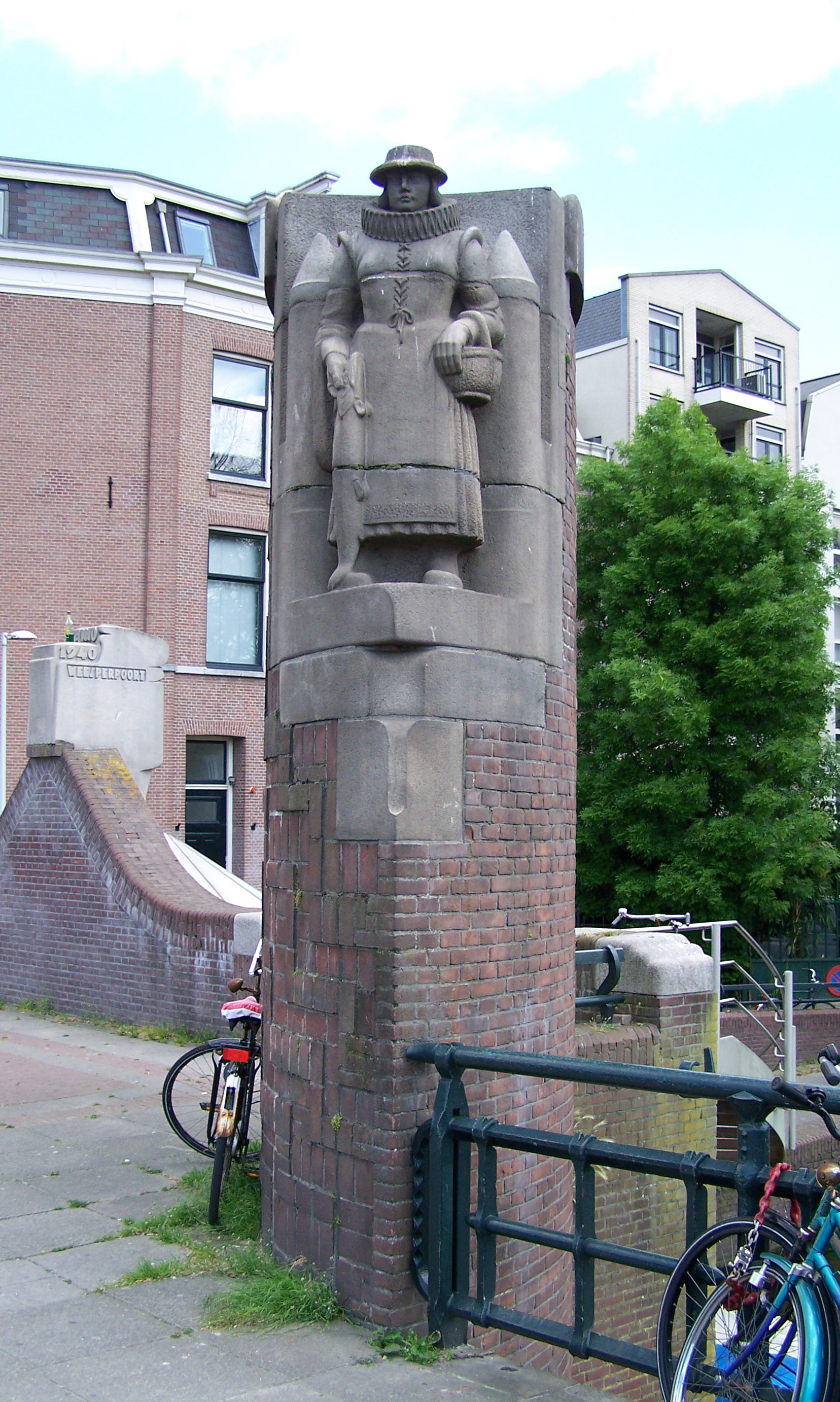
Poortersvrouw van Hildo Krop
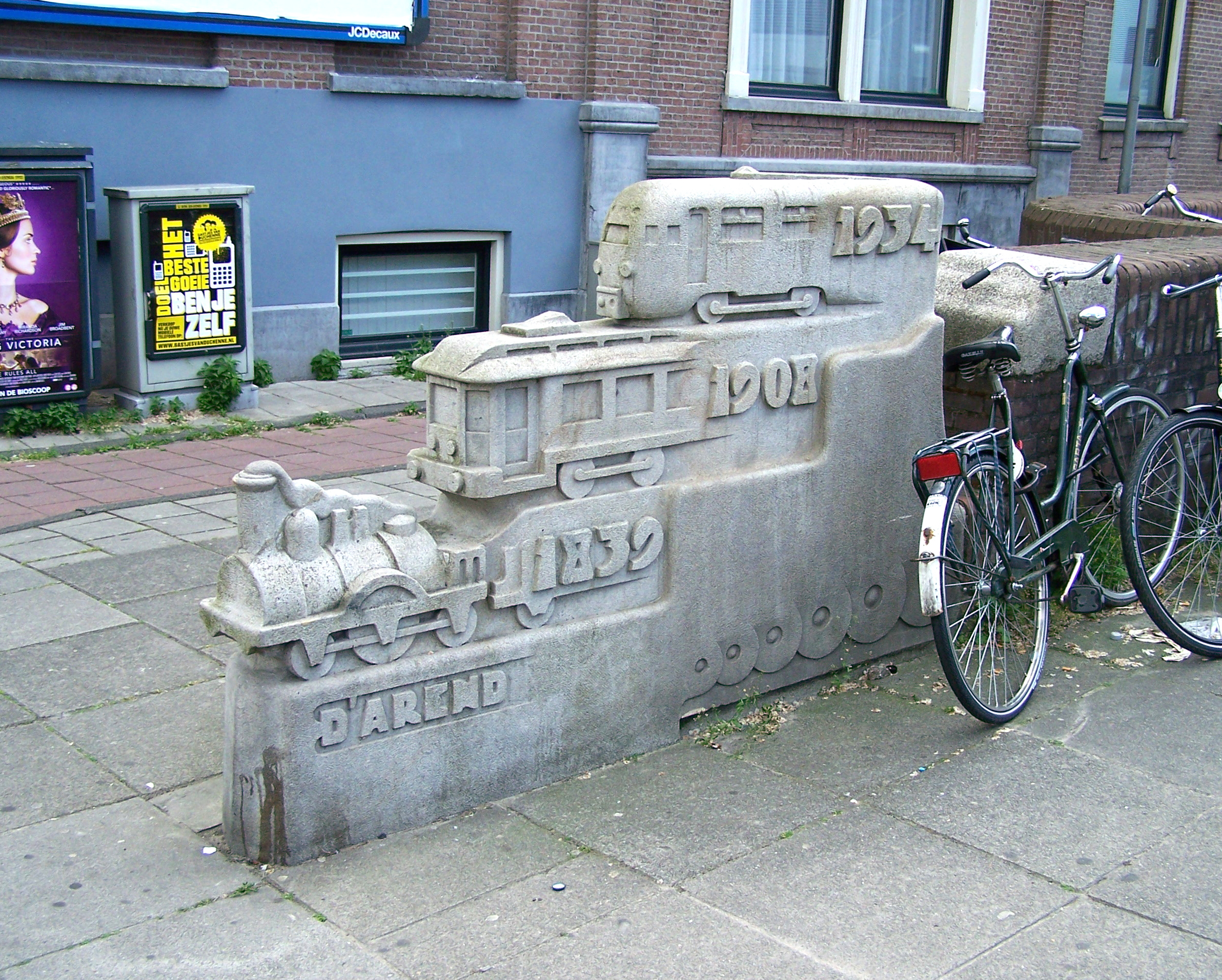
De ontwikkeling van de locomotief, ontworpen door Piet Kramer, uitgevoerd door Hildo Krop
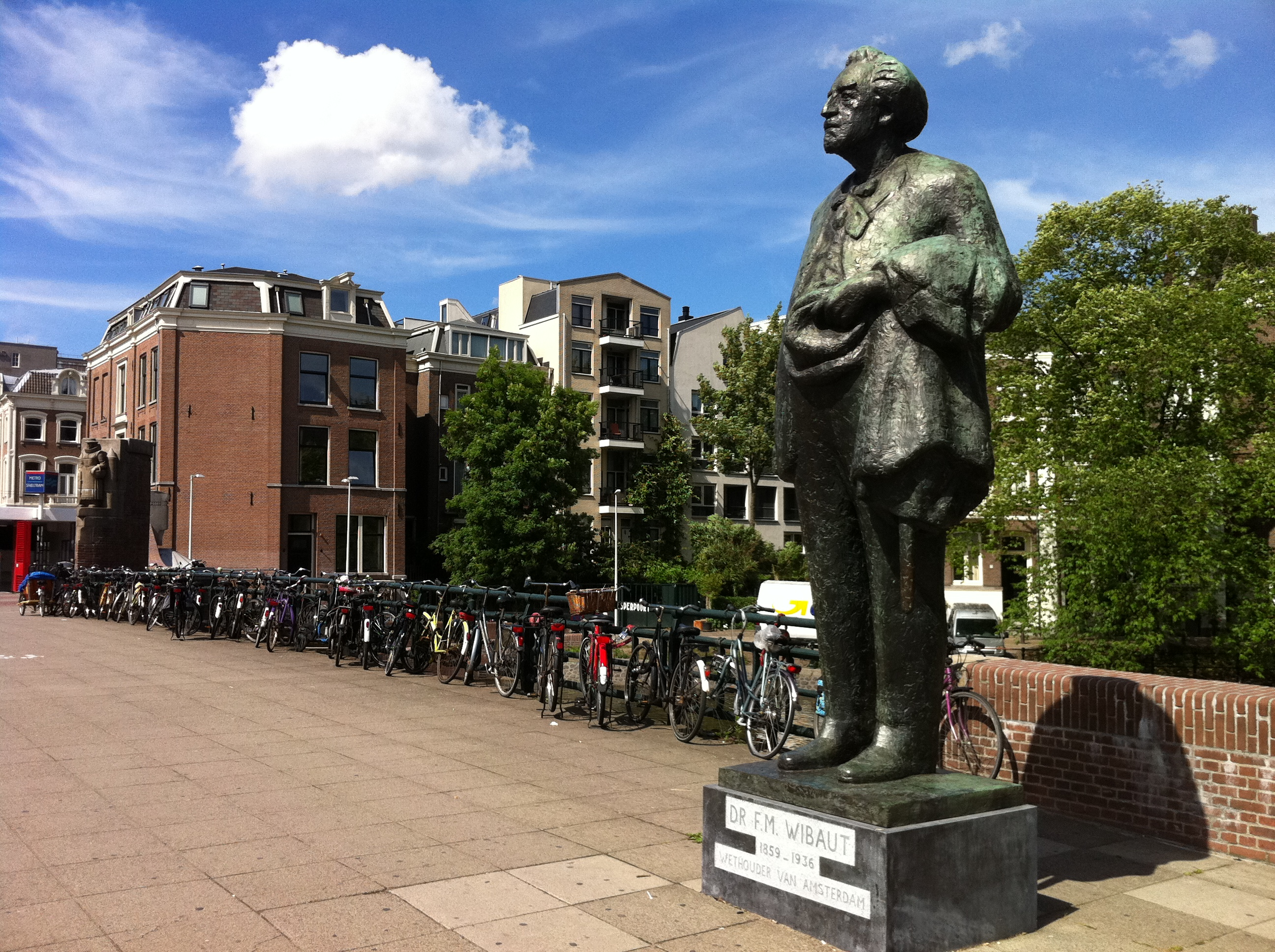
Floor Wibaut door Han Wezelaar
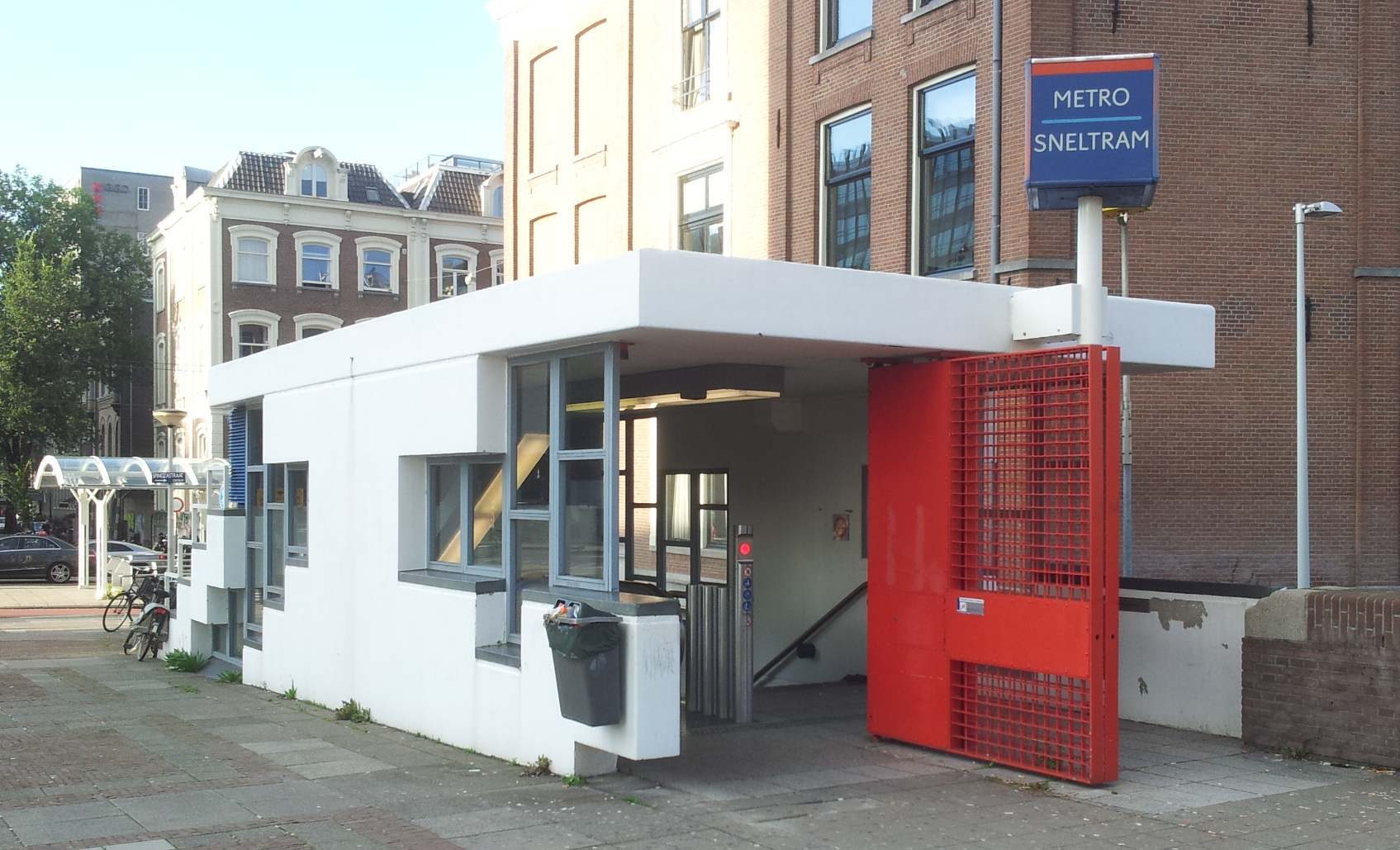
Metroingang van Van Rhijn en Sprängveld

<<< · 200 · 201 · 202 · 203 · 204 · 205 · 206 · 207 · 208 · 209 ·  210 · 211 · 212 · 213 · 214 · 215 · 216 · 217 · 218 · 220 · 221 · 222 · 223 · 224 · 225 · 226 · 227 · 228 · 228P · 229 · 230 · 231 · 232 · 233 · 234 · 235 · 236 · 237 · 238 · 239 ·  240 · 241 · 242 · 243 · 244 · 245 · 246 · 247 · 248 · 249 ·  250 · 251 · 252 · 253 · 254 · 255 · 256 · 257 · 258 · 259 · 260 · 261 · 262 · 263 · 264 · 265 · 266 · 267 · 270 · 271 · 272 · 273 · 274 · 275 · 277 · 278 · 279 · 280 · 281 · 283 · 285 · 286 · 287 · 288 · 289 · 290 · 291 · 292 · 293 · 295 · 296 · 297 · 298 · 299 · >>>
Brugnummers 219, 268, 269, 276, 282, 284, 294 zijn niet (meer) in omloop.